# Fürstliche Hofreitschule Bückeburg
Fürstliche Hofreitschule Bückeburg (Fyrstelige Hofrideskole Bückeberg) er et hestemuseum, der ligger Bückeburg på grænsen til Nordrhein-Westfalen i Weserbergland, Niedersachsen i Tyskland. Det er indrettet i de historiske stalde og ridebane på Schloss Bückeburg. Bygningerne blev opført mellem 1609 og 1622, og husede ridefaciliteter for fyrsterne af Schaumburg-Lippe helt op til 1950'erne.
I 2004 gennemgik rideskolen en renovering på privat initiativ, for at kunne illustrere ridekunsen i barokken og gamle racer af barokheste. Museet har otte forskellige barokhesteracer; Berber, Andalusier, Lusitano, Murgese, Frederiksborghesten, Lipizzaner, Genete og Knabstrupper.
Rideskolen er åben for besøgende året rundt, og der bliver arrangeret omkring 250 årlige demonstrationer i weekender fra april til oktober.